# Heilig-Kreuz-Kirche (Bocholt)

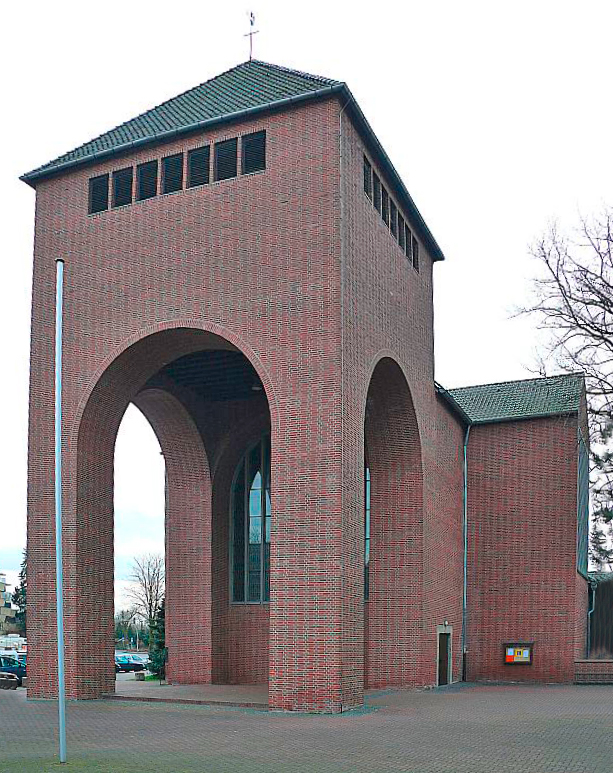
Heilig-Kreuz-Kirche Bocholt, Blick zum Stelzenturm

Die Heilig-Kreuz-Kirche ist ein römisch-katholisches Kirchengebäude in Form einer Basilika in Bocholt.

## Geschichte
Die Kirche wurde von dem Architekten Dominikus Böhm entworfen. Die Grundsteinlegung fand am 25. Mai 1936 statt. Richtfest war am 2. September 1936. Am 13. Juni 1937 wurde die Kirche durch den damaligen Weihbischof Heinrich Roleff konsekriert. Sie war Pfarrkirche von 1939 bis 2008 und ist seitdem Filialkirche der neuen Bocholter Pfarrei Liebfrauen, die aus einer Fusion der Bocholter Gemeinden Liebfrauen, Heilig Kreuz, Herz-Jesu-Kirche und St. Helena entstanden ist. Die Kirche wurde am 8. Februar 2025 von der Pfarrei Liebfrauen entweiht und geschlossen.

## Baubeschreibung von 1937
Der Außenbau ist mit Ausnahme des Fundamentes aus heimischen Ziegelsteinen errichtet, die ihrer Form den alten römischen Ziegeln ähneln, d. h. sie sind länger und schmaler als die üblichen, was zur Folge hat, dass der an sich gedrungene Bau höher erscheint, als er tatsächlich ist. Lediglich die Umrahmung des Hauptportals besteht aus Basaltlava, und die Pfeiler in den großen Fenstern und zwischen den kleinen Fenstern des Mittelschiffes bestehen aus Beton. Im Übrigen hat man bewusst auf reiches Zierwerk, auf viele aufspaltende Einzelheiten verzichtet.
Vom Turmportal aus gelangt man durch einen absichtlich niedrig gehaltenen Vorraum in die 48 Meter lange Kirche. Das 20 Meter breite Langhaus wird durch zwei Pfeilerreihen in drei Teile gegliedert: in das 10 Meter breite und 12 Meter hohe Mittelschiff und zwei 5 Meter breite und 4 Meter hohe Seitenschiffe. Von den drei Schiffen dehnt sich an der Turmseite ein Querschiff aus, das im Außenbau der Kirche lediglich durch die hohen seitlichen Fenster hervortritt. Auf den erwähnten Pfeilerreihen ruht der Hauptbau der Kirche. Das Mittelschiff erhält sein Licht durch seitliche über den Dächern der Seitenschiffe angebrachte Fensterreihen (je 40 Fenster auf beiden Seiten), die 2 Meter hoch und 70 cm breit sind und durch 20 cm breite und 40 cm tiefe Betonpfeiler unterbrochen sind. Diese Fenster wie auch die erwähnten großen Fenster des Querschiffes sind mit gedämpft farbigen Scheiben verglast, so dass in Verbindung mit den weißgetünchten Wänden eine überraschend gute Lichtwirkung erzielt wird, die vor allem den Vorzug hat, dass das Licht sich fast über das ganze Innere der Kirche gleichmäßig verteilt.
Auf sechs Stufen gelangt man zum Chorraum, auf dem sich, von Säulen umgeben, raumbeherrschend der Hochaltar erhebt, ein schlichter Altartisch aus römischem Travertin, auf dem nur Tabernakel und Leuchter Aufstellung finden. So wird der Altar hoch emporgehoben in seiner Stellung vor der beherrschenden Stirnwand, auf der später einmal eine Kreuzigungsgruppe angebracht werden soll, im Blickfeld sämtlicher Beter der wahre Mittelpunkt, gleichsam die Seele des ganzen Gotteshauses. Dieser Zug hin zum Altar wird noch gesteigert durch die feierliche, weihvolle Ruhe, die über dem ganzen Innenraum lagert und die in der flachen, gestülpten Holzdecke, die mit ihrer straffen Linienführung äußerster Gegensatz zu der Schwingung und Vielteiligkeit gotischer Gewölbe ist, ihren harmonischen Ausklang findet.
Hinter dem Altar wird die Taufkapelle ersehen, die erheblich tiefer liegt als der übrige Kirchenraum und zu der man auf Stufen hinabsteigt.
Erwähnt sei noch, dass rechts vom Chorraum die Sakristei und links von ihm eine sogenannte Tageskapelle angebaut ist, welch letztere mit dem Chorraum in offener Verbindung steht und den Blick auf den Hauptaltar ermöglicht. Diese Kapelle kann von den Gläubigen auch dann besucht werden, wenn die übrige Kirche nicht zugänglich ist. Im Gegensatz zu den übrigen Fenstern der Kirche leuchten die Fenster dieser Kapelle in bunter Farbigkeit; sie zeigen symbolische Darstellungen aus der Leidensgeschichte des Herrn, während bei den Fenstern des Querschiffes das Kreuzmotiv vorherrscht.
Über der Vorhalle am Eingang der Kirche ist die Orgelbühne errichtet, zu der man auf seiner Treppe innerhalb des Kirchenraumes gelangt. Diese Empore erhält ihr Licht durch ein großes Fenster, das sich über dem Haupteingang befindet und einfach verglast ist, so dass das Licht ungehemmt in die Kirche fällt und andererseits die Verbindung zwischen dem Turmbauch und dem Innern der Kirche hergestellt ist.

## Umbauten und heutige Gestalt
Zwischen den 1950er- und 1990er-Jahren erfuhr die Kirche leichte Umbaumaßnahmen farblicher- und baulicherseits. Die ursprünglich weiß-grünliche Farbgebung der Wände wurde zwischenzeitlich in eine dunkelgrüne bzw. olivgrüne geändert. Heute erstrahlt die Kirche wieder in den von Dominikus Böhm vorgesehenen Farben. Die Vertiefung hinter der Altarinsel wurde eingeebnet und der Taufbrunnen im linken Seitenschiff eingelassen. Die Seitenkapelle, die 1972 durch eine abgehängte Holzdecke zu einem Multifunktionsraum umgestaltet wurde, ist seit den 1990er-Jahren wieder mit einer abgehängten Tonnendecke versehen und entspricht somit heute wieder dem originalen Bild. Entgegen dem ursprünglichen Bau ist der Altar der Kapelle heute gen Norden gerichtet, so dass der ursprüngliche Zugang von der Kreuzbergstraße nicht mehr gewährleistet ist. Die bleiverglasten Fenster der Kirche sind mittlerweile alle doppelverglast.

## Glocken
Die vier Glocken stammen aus dem Jahre 1951 und sind aus Gussstahl gefertigt:
| Name               | Ton | Gewicht |
| ------------------ | --- | ------- |
| Kreuzglocke        | h0  | 4,5 t   |
| Marienglocke       | d1  | 2,6 t   |
| St.-Paulus-Glocke  | e1  | 1,9 t   |
| St.-Michael-Glocke | g1  | 1,1 t   |

## Orgel
Der Auftrag zum Bau der Orgel erging im Jahre 1935 an die Firma Franz Breil (Dorsten), gebaut wurde das Instrument 1938/39 zum Teil aus der alten Orgel des Franziskanerklosters Dorsten. Eingespielt wurde sie zur Orgelweihe am 7. Mai 1939 durch den Kölner Domorganisten Hans Bachem. 1992 erfolgte eine Renovierung durch die Orgelbaufirma Franz Breil. In den Jahren 1993 bis 1998 baute der damalige Organist Dirk Elsemann die Orgel um und disponierte sie neu; sie erhielt einen zweiten Schwellkasten und einen zweiten Tremulanten. 
Im Jahre 1999 wurde eine Chororgel durch Orgelbauer Johannes Klein (Oelde) erbaut. Die Windlade der Chororgel stammte von der großen Breil-Orgel der St.-Gudula-Kirche in Rhede von 1937. Das 7-registrige Instrument besaß einen eigenen Spielschrank, war aber auch vom I. Manual des alten Breil-Spieltisches aus spielbar. Im Jahre 2000 erhielt die Hauptorgel den 4-manualigen Klais-Spieltisch aus dem Konstanzer Münster (1954). Die Chororgel war nun vom I. Manual des Hauptspieltisches aus spielbar. Das Instrument besaß 45 klingende Register und eine Transmission auf vier Manualen und Pedal. Die Chororgel wurde nach 2007 entfernt, somit ist das I. Manual derzeit nur als reines Koppelmanual nutzbar. 
Die Disposition von 2000 bis 2007
| I Chororgel C–g3 |             |       |
| 1.               | Holzgedackt | 8′    |
| 2.               | Prinzipal   | 4′    |
| 3.               | Blockflöte  | 4′    |
| 4.               | Schwegel    | 2′    |
| 5.               | Quinte      | 1 ⁄3′ |
| 6.               | Trompete    | 8′    |

| II Hauptwerk C–g3 |            |       |
| 7.                | Bordun     | 16′   |
| 8.                | Principal  | 8′    |
| 9.                | Gedackt    | 8'    |
| 10.               | Octav      | 4′    |
| 11.               | Spitzflöte | 4′    |
| 12.               | Quinte     | 2 ⁄3′ |
| 13.               | Superoctav | 2′    |
| 14.               | Mixtur IV  | 1 ⁄3′ |
| 15.               | Trompete   | 8′    |

| III Positiv C–g3 |                  |        |
| 16.              | Hängend Elsehorn | 8′     |
| 17.              | Rohrflöte        | 8′     |
| 18.              | Quintade         | 8′     |
| 19.              | Prinzipal        | 4′     |
| 20.              | Koppelflöte      | 4′     |
| 21.              | Nasard           | 2 ⁄3′  |
| 22.              | Waldflöte        | 2′     |
| 23.              | Terz             | 1 3⁄5′ |
| 24.              | Traversquinte    | 1 ⁄3′  |
| 25.              | Scharff IV       | 1 ⁄3′  |
| 26.              | Oboe             | 8′     |
| 27.              | Krummhorn        | 8′     |
|                  | Tremulant        |        |

| IV Schwellwerk C–g3 |                 |     |
| 28.                 | Holzflöte       | 8′  |
| 29.                 | Salicional      | 8′  |
| 30.                 | Vox coelestis   | 8′  |
| 31.                 | Geigenprinzipal | 4′  |
| 32.                 | Rohrflöte       | 4′  |
| 33.                 | Octav           | 2′  |
| 34.                 | Trompete        | 16′ |
| 35.                 | Trompete        | 8′  |
|                     | Tremulant       |     |

| Pedalwerk C–f1 |                     |         |
| 36.            | Principalbaß        | 16′     |
| 37.            | Subbaß              | 16′     |
| 38.            | Bordunbaß (= Nr. 7) | 16′     |
| 39.            | Quintbaß            | 10 2⁄3′ |
| 40.            | Holzoctav           | 8′      |
| 41.            | Gedacktpommer       | 8′      |
| 42.            | Superoctav          | 4′      |
| 43.            | Octävlein           | 2′      |
| 44.            | Posaune             | 16′     |
| 45.            | Trompete            | 8′      |
| 46.            | Subbaß (Chororgel)  | 16′     |

- Koppeln:
  - Normalkoppeln: I, II/I, III/I, IV/I, III/II, IV/II, IV/III, I/P, II/P, III/P, IV/P
  - Suboktavkoppeln: I, II, II/I, III, III/II, III/I
  - Superoktavkoppeln: I, II, II/I, IV, IV/III, IV/II, IV/I, I/P, II/P, IV/P

## Pfarrer
- 1939–1966: Heinrich Becking
- 1966–1977: Wilhelm Schmidt
- 1977–1977: Karl-Heinrich Drießen
- 1977–1985: Wilhelm Olschewski
- 1985–2007: Heinrich Seegers

## Kapläne
- 1934–1937: Bernhard Kamp
- bis 1942: Bernhard Hanneken
- ab 1942: Pater Anselm Steinkuhle OFMCap
- 1938–1945: Wilhelm Fleuth
- 1945–1947: Wilhelm Barthel
- ab 1947: Alfons Riesener
- ab 1948: Johannes Schumacher
- 1953–1956: Norbert Neuhaus
- 1941–1955: Theodor Grewe
- 1956–1961: Hugo Grünendahl
- 1956–1960: Wilhelm Kanders
- 1960–1964: Werner Badke
- ab 1961: Karl-Josef Dieckmann
- 1962–1966: Franz Lambrecht
- ab 1964: Clemens Sievert
- ab 1968: Heinrich Lenz
- 1987–1991 Stefan Dördelmann

## Organisten und Chorleiter
- 1938–1944: Anton Mayland
- ab 1946: Anton Mayland
- bis 1981: Hans Stratmann
- 1983–2001: Alfred Heinzel
- 1994–2000: Dirk Elsemann